# Иванов, Кирилл Олегович
Кирилл Олегович Иванов (14 января 1960, Ленинград, РСФСР, СССР) — советский стрелок, бронзовый призёр Олимпийских игр 1988 года, экс-главный тренер сборной России по пулевой стрельбе

## Биография
Родился 14 января 1960 года в Санкт-Петербурге. Образование — высшее.
Заслуженный мастер спорта СССР по стрельбе пулевой (1989), бронзовый призёр Олимпийских игр (1988 г.), чемпион мира (1987 г.). Награждён медалью «За трудовую доблесть».
В конце 1990-х возглавлял сборную Швейцарии по пулевой стрельбе.
С 2000 года — старший тренер сборной России по пулевой стрельбе (женская винтовочная группа).
C 2008 по 2010 — главный тренер сборной России по пулевой стрельбе.
C 2011 года работает в сборной Сингапура по пулевой стрельбе.

## Пресса, интервью
- Интервью и статьи К. О. Иванова на Sportbox.ru, с 2008
- К. О. Иванов об объективном контроле в стрелковом спорте. Экспресс-интервью // Public Relations БиоМЕРА, 2010
- Иванов: стрелковым союзом выбран неверный вектор. Интервью championat.com, 2012

## Публикации
- Иванов К.О., Кубряк О.В. Влияние ощущений от сердца и стабильности позы на точность стрельбы в представлении элитных стрелков // Вестник спортивной науки. — ВНИИФК, 2011. — № 5. — С. 13-21.